# 法国索菲亚科技园

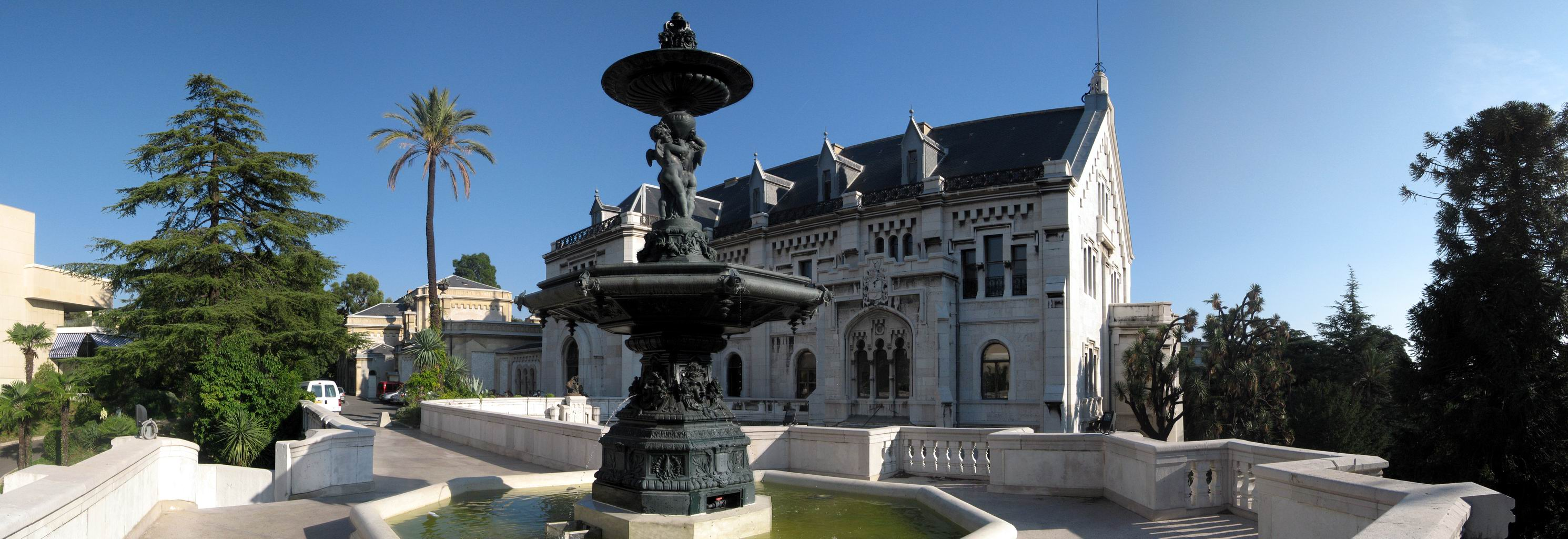
索菲亚-昂蒂波利斯大学

索菲亚-昂蒂波利斯（Sophia Antipolis）是法国的一个科技园，大部分园区位于瓦尔博讷。
索菲亚科技园于美国的硅谷相當，园内聚集了1400多家跨国公司，有30000多在通信领域，多媒体，生活智能（医药，生物化学），能源，水利管理，风险管理，可持续发展等领域进行尖端研究的雇员。在科技园内我们也可以看到大约4500多名学生和研究员。

## 名字来源
科技园的名字的第一部分来源於国立巴黎高等矿业学校曾经的校长，皮埃尔·拉菲特（Pierre Laffitte）的妻子，索菲亚。名字的第二部分則来源于古希腊语。

## 发展
1969年，法国非盈利组织，经济利益组织SAVALOR（索菲亚-昂蒂波利斯增值经济利益集团），在多个组织协商下诞生了。为了得到土地，該委员会由皮埃尔·拉费特领导。
法国政府为了避免投机，拨了2400公顷的整治土地，在这片土地中有4公顷的松林。SAVALOR设计了一套严格的整治方案（非可持续发展），用于保护环境。园区内的道路，电力，燃气，供水都按照精确的标准设计，一块活动区域对应着两块的绿色植被和住宅区域。
园区的财政规划，致力于维护研究员和工业发展的协同。

## 入驻企业和机构
现在，有超过1414家跨国企业，超过900家公司的总部入驻科技园，比如艾玛迪斯（Amadeus），施耐德电气，惠普，法国电信，法国航空，西门子，SAP，丰田等。众多大学的研究实验室，生物化学以及香水行业的研究中心，以及尼斯大学也落户于此。
其中有5000名大学校比如国立巴黎高等矿业学校，尼斯索菲亚综合理工学院的毕业生（其中有500名博士）在此工作。